# Szczepionka przeciw grypie pandemicznej
Szczepionka przeciw grypie pandemicznej (syn. szczepionka pandemiczna przeciwko grypie lub szczepionka pandemiczna) – szczepionka przeciw grypie zawierająca antygen szczepu wirusa grypy, który wywołał pandemię, lub którego podejrzewa się o możliwość jej wywołania, stosowana w profilaktyce grypy w oficjalnie ogłoszonej pandemii. Szczepionkę podaje się w postaci zastrzyku domięśniowego. Pierwszą dawkę wybranego dnia, a drugą co najmniej 3 tygodnie później.

## Pandemia grypy
Pandemię może wywołać nowy, obcy szczep (typ) wirusa grypy, z którym nikt nie miał do tej pory kontaktu (w przeciwieństwie do istniejącego już wirusa wywołującego grypę sezonową, który ulega jedynie niewielkim zmianom), mogący z łatwością przenosić się z człowieka na człowieka, gdyż ludzie nie są na niego uodpornieni, w związku z czym może objąć swoim zasięgiem większość krajów na całym świecie.
Pandemie grypy powtarzają się co 10–50 lat. W XX wieku miały miejsce trzy:
- grypa hiszpanka w 1918/1919
- grypa azjatycka w 1957
- grypa hongkong w 1968

(...) wybuch pandemii grypy spowoduje dramatyczne zmiany w funkcjonowaniu Państwa. Niebezpieczeństwo wybuchu pandemii grypy, jak też wykorzystania wirusa grypy w celu ataku terrorystycznego jest jednak całkowicie pomijane i niedoceniane, co jest ogromnym błędem, którego konsekwencje mogą być tragiczne.

## Produkcja
Szczepionka może zostać wyprodukowana, dopiero gdy dojdzie do wybuchu pandemii, a pandemiczny wirus grypy zostanie wyizolowany i zidentyfikowany, co należy do zadań WHO. Jej wyprodukowanie przez przemysł farmaceutyczny wymaga 4 do 6 miesięcy.

## Cel szczepienia
Celem szczepienia przeciwko grypie pandemicznej jest uzyskanie uodpornienia organizmu przed tym specyficznym wirusem pandemicznym, aby zmniejszyć ujemne skutki dla zdrowia ludzkiego, tym niemniej w przypadku wybuchu pandemii grypy konieczne jest podjęcie kompleksowych działań farmakologicznych i niefarmakologicznych. Można ją podać tylko raz lub dwa razy w ciągu roku, o ile wirus nie ulegnie w tym czasie znacznym zmianom antygenowym. Po podaniu szczepionki organizm produkuje przez dłuższy czas przeciwciała, które niszczą wirusy grypy.

## Skuteczność
Skuteczność szczepionki pandemicznej była badana na szczepionkach doświadczalnych i uznano, że daje odpowiedni poziom odporności immunologicznej. Zaznaczono, że ostateczne wyniki znane będą dopiero podczas pandemii, a także ostrzeżono, że

Jednocześnie nie można jej uznać za „magiczny” środek do walki z pandemią grypy.

Szczepionki pandemiczne, które będą dostępne jesienią 2009 roku zostały opracowane wcześniej dla wirusów podobnych do A/H1N1 i wymagają jedynie każdorazowego dopasowania kompozycji antygenowej. Skuteczność ochrony przed zachorowaniem na grypę w przypadku takich szczepionek modelowych wynosiła 40% po jednorazowym szczepieniu i ponad 70% po dwukrotnym szczepieniu.
W związku z powyższym ochronna odpowiedź odpornościowa może nie wystąpić u wszystkich zaszczepionych.
Także w przypadku pacjentów leczonych immunosupresyjnie lub u pacjentów z zaburzeniami odporności – odpowiedź na szczepienie może być niewystarczająca (osłabiona).
W 2009 roku WHO ogłosiła pandemię grypy wywołaną przez wirus A/H1N1.
Niezależne opinie na temat skuteczności szczepionek przeciwgrypowych opublikowane przez Cochrane Collaboration – patrz szczepionka prepandemiczna przeciw grypie#Opinie o szczepionce.

## Pandemia a grypa sezonowa
Szczepionki pandemicznej nie należy mylić z coroczną szczepionką przeciwko grypie sezonowej. Uważa się, że coroczna szczepionka przeciwko grypie sezonowej tylko w niewielkim stopniu może chronić przed zachorowaniem na grypę pandemiczną wywołaną przez wirus A/H1N1.

## Zarejestrowane szczepionki pandemiczne
Zarejestrowane szczepionki modelowe (ang. mock-up vaccines), które mogą być podstawą dla stworzenia szczepionki przeciwko grypie pandemicznej:
- Celvapan (produkowana przez Baxter AG, dozwolona w krajach UE od 4 marca 2009)[9]
- Daronrix (produkowana przez GSK Biologicals, dozwolona w krajach UE od 21 marca 2007)[10]
- Focetria (produkowana przez Novartis Vaccines, dozwolona w krajach UE od 2 maja 2007)[3]
- Emerflu (produkowana przez Sanofi-Aventis, zarejestrowana w Australii)[11]

W przypadku wystąpienia pandemii producenci zastępują wirusa grypy A(H5N1) wykorzystanego w szczepionkach modelowych szczepem wirusa grypy odpowiedzialnym za jej wystąpienie i monitorują dane dotyczące bezpieczeństwa stosowania. Szczepionki pandemiczne są wydawane i stosowane zgodnie z zaleceniami WHO.
Na początku października 2009 r. w procedurze rejestracji centralnej Komisja Europejska dopuściła do obrotu na obszarze Unii Europejskiej następujące szczepionki przeciwko pandemicznemu szczepowi wirusa grypy A(H1N1)2009:
- Focetria (produkowana przez Novartis Vaccines),
- Pandemrix (produkowana przez GlaxoSmithKline),
- Celvapan (produkowana przez Baxter AG) – szczepionka bez adiuwantu

## Porównanie dostępnych szczepionek modelowych
|                                   | Focetria | Daronrix | Celvapan                                                                      |
| --------------------------------- | --- | --- | ----------------------------------------------------------------------------- |
| Kod ATC                           | J07BB02 | J07BB01 | J07BB01                                                                       |
| Postać                            | mlecznobiała zawiesina do wstrzykiwań | mętna, biała zawiesina do wstrzykiwań                                                                                                   | biaława, opalizująca, przejrzysta zawiesina do wstrzykiwań                    |
| Opakowanie                        | ampułko-strzykawka | ampułko-strzykawka | opakowanie wielodawkowe (fiolka)                                              |
| Skład modelowy jakościowy         | antygeny powierzchniowe wirusa grypy szczepu A/Vietnam/1194/2004 H5N1 (hemaglutynina i neuraminidaza), inaktywowane, z adiuwantem                                | cały wirion, inaktywowany, zawiera antygen szczepu A/Vietnam/1194/2004 (H5N1), z adiuwantem                                             | cały wirion, inaktywowany, zawiera antygen szczepu A/Vietnam/1203/2004 (H5N1) |
| Skład ilościowy w przeliczeniu na | 7,5 μg hemaglutyniny w 0,5 ml | 15 μg hemaglutyniny w 0,5 ml | 7,5 μg hemaglutyniny w 0,5 ml                                                 |
| Produkcja                         | namnażanie w zarodkach kurzych | namnażanie w zarodkach kurzych | namnażanie w komórkach Vero                                                   |
| Adiuwant                          | MF59C.1 (skwalen, polisorbat 80, trioleinian sorbitanu) | fosforan glinu i wodorotlenek glinu |                                                                               |
| Substancje pomocnicze             | chlorek sodu, chlorek potasu, dwuwodorofosforan potasu, fosforan dwusodowy, chlorek magnezu, chlorek wapnia, cytrynian sodu, kwas cytrynowy, woda do wstrzykiwań | chlorek sodu, fosforan dwusodowy, dwuwodorofosforan potasu, chlorek potasu, chlorek magnezu, tiomersal 50μg/0,5 ml, woda do wstrzykiwań | trometamol, chlorek sodu, polisorbat 80, woda do wstrzykiwań                  |
| Pozostałości śladowe              | jaja, białko kurze, kanamycyna, siarczan neomycyny, formaldehyd, CTAB                                                                                            | jaja, białko kurze, siarczan gentamycyny                                                                                                | formaldehyd, benzonaza, sacharoza                                             |

## Wskazania, droga podania i dawkowanie
Wskazaniem do podania szczepionki pandemicznej (Focetria, Daronrix, Celvapan) jest profilaktyka grypy w przypadku oficjalnie ogłoszonej pandemii.
Szczepionkę należy wstrzyknąć domięśniowo w mięsień naramienny. Dawka dla osób dorosłych i w podeszłym wieku wynosi 0,5 ml. Wstrzyknięcie powtarza się po upływie przynajmniej trzech tygodni od pierwszego padania. Szczepionki Focetria nie wolno w żadnym wypadku podawać donaczyniowo ani podskórnie. Szczepionki Celvapan nie wolno podawać donaczyniowo. Brakuje danych dotyczących podawania Celvapanu drogą podskórną. Także Daronrixu nie wolno w żadnym wypadku podawać donaczyniowo.
Szczepionki pandemicznej nie wolno mieszać z innymi produktami leczniczymi, ponieważ nie zbadano ewentualnych niezgodności farmaceutycznych.
Nie opracowano schematu dawkowania dla dzieci i młodych osób do 18. rż. W związku z tym każdorazowo personel medyczny musi dokonać analizy potencjalnych korzyści i zagrożeń związanych z podaniem szczepionki.
Brak jest danych dotyczących stosowania szczepionki pandemicznej u kobiet w ciąży. Również w tym przypadku lekarz musi rozważyć korzyści i ewentualne zagrożenia związane z podaniem szczepionki ciężarnej, biorąc pod uwagę oficjalne zalecenia.
Szczepionkę pandemiczną można stosować podczas karmienia piersią.

## Przeciwwskazania
- Stwierdzone w wywiadzie wystąpienie w przeszłości reakcji anafilaktycznej po którymkolwiek ze składników szczepionki (dotyczy składnika czynnego i składników pomocniczych) lub po jakiejkolwiek substancji stanowiącej tzw. pozostałości śladowe obecne w szczepionce – stanowi przeciwwskazanie do podania szczepionki[4][5][6].

- Szczególną ostrożność należy zachować w przypadku osób, u których w przeszłości wystąpiła reakcja nadwrażliwości (inna niż reakcja anafilaktyczna) po kontakcie z wyżej wymienionymi składnikami oraz substancjami obecnymi w ilościach śladowych w szczepionce[4][5][6].

Uwaga: Jeżeli w powyższych przypadkach wskazane jest podanie szczepionki, to musi być zapewniony niezwłoczny dostęp do sprzętu reanimacyjnego i natychmiastowej pomocy lekarskiej.
- W przypadku pacjentów z ciężką chorobą z gorączką lub ostrą infekcją należy przełożyć termin szczepienia[4][5][6].

- Małopłytkowość i inne zaburzenia krwi stanowią przeciwwskazanie do wstrzyknięć domięśniowych, z tego powodu lekarz musi dokonać bilansu korzyści płynących z podania szczepionki i ryzyka związanego z wystąpieniem krwawienia[6].

## Interakcje
- Szczepionki pandemicznej nie należy podawać jednocześnie z innymi szczepionkami. Jeżeli zachodzi taka konieczność, to należy podać szczepionki w różne kończyny. W tym przypadku należy liczyć się z nasileniem działań niepożądanych[4][5][6].
- Zmniejszona ochronna reakcja odpornościowa w przypadku pacjentów otrzymujących leki immunosupresyjne[4][5][6].
- Przejściowo fałszywie dodatnie wyniki niektórych testów serologicznych przeprowadzonych metodą ELISA, np. wykrywania przeciwciał przeciwko HIV-1 i HTLV-1[4][5][6].

## Działania niepożądane
Poniższa tabela podaje niepożądane skutki uboczne, które zaobserwowano podczas przeprowadzania badań klinicznych ze szczepionką modelową na ochotnikach lub międzypandemiczną. Nie są jeszcze znane ewentualne inne działania niepożądane po zastosowaniu szczepionek produkowanych przy użyciu hodowli komórkowych, czyli Celvapanu.
|                                     | Focetria | Daronrix | Celvapan |
| ----------------------------------- | --- | --- | --- |
| Bardzo częste (≥1/10)               | | ból głowy, ból i zaczerwienienie w miejscu podania, zmęczenie                                                                                    | ból w miejscu wstrzyknięcia |
| Częste (≥1/100 do <1/10)            | ból głowy, nasilone pocenie się, bóle stawów i mięśni, zaczerwienienie, obrzęk, stwardnienie, wybroczyny i ból w miejscu wstrzyknięcia, gorączka, zmęczenie, dreszcze, ogólne złe samopoczucie (reakcje te zazwyczaj mijają samoistnie w ciągu 1–2 dni) | nasilenie pocenia się, wybroczyny, ból mięśni, ból stawów, obrzęk i stwardnienie w miejscu podania, dreszcze, gorączka                           | gorączka, dreszcze, zmęczenie, złe samopoczucie, stwardnienie, rumień, obrzęk i krwawienie w miejscu wstrzyknięcia, ból stawów i mięśni, zapalenie nosa i gardła, ból i zawroty głowy, ból gardła i krtani, nadmierna potliwość |
| Niezbyt częste (≥1/1 000 do <1/100) | uogólnione reakcje skórne, tj. świąd, pokrzywka, nieswoista wysypka | zapalenie nosa i gardła, nieżyt nosa, świąd w miejscu podania, ogólne reakcje skórne (świąd, pokrzywka lub wysypka nieswoista)                   | podrażnienie w miejscu wstrzyknięcia, uogólnione reakcje skórne (wysypka, świąd, pokrzywka), nudności, wymioty, biegunka, ból w górnej części jamy brzusznej, duszność, kaszel, wodnisty wyciek z nosa, przekrwienie nosa, niedociśnienie tętnicze, nagła utrata słuchu, zapalenie spojówek, senność, zaburzenie czucia, bezsenność, niepokój, limfadenopatia |
| Rzadkie (≥1/10 000 do <1/1 000)     | nerwoból, parestezje, drgawki, przejściowa małopłytkowość, reakcje uczuleniowe, w rzadkich przypadkach prowadzące do wstrząsu | nerwoból, parestezje, drgawki, przejściowa trombocytopenia, reakcje uczuleniowe w rzadkich przypadkach prowadzące do wstrząsu                    | nerwobóle, parestezje, drgawki, przejściowa trombocytopenia, reakcje alergiczne w rzadkich przypadkach prowadzące do wstrząsu |
| Bardzo rzadkie (<1/10 000)          | zapalenie naczyń z przejściowym zajęciem nerek i wysiękowym rumieniem wielopostaciowym, zaburzenia neurologiczne, do których należą: zapalenie mózgu i zapalenie rdzenia, zapalenie nerwu i zespół Guillaina-Barrégo                                    | zapalenie naczyń przejściowo obejmujące nerki; zaburzenia neurologiczne, tj.zapalenie mózgu i rdzenia, zapalenie nerwu, zespół Guillaina-Barrégo | zapalenie naczyń, które przejściowo obejmuje nerki, zapalenie mózgu i rdzenia, zapalenie nerwu, zespół Gullaina-Barrégo |

## Przechowywanie
Szczepionki przeciw grypie pandemicznej (Focetria, Daronrix, Celvapan) należy przechowywać w oryginalnym opakowaniu, które ochroni przed światłem, w lodówce (temperatura 2–8 °C). Nie wolno zamrażać! Przed zastosowaniem szczepionka powinna osiągnąć temperaturę pokojową. Przed wstrzyknięciem lekko wstrząsnąć. W przypadku fiolki Celvapanu produkt należy zużyć niezwłocznie po otwarciu – zachowuje trwałość w temperaturze pokojowej przez maksymalnie 3 godziny.
Okres trwałości wynosi 1 rok.